# Харченко, Сергей Васильевич (актёр)
Сергей Васильевич Харченко (1923—1995) — советский актёр театра и кино, народный артист РСФСР (1991).

## Биография
В 1949 году окончил Театральное училище имени М. С. Щепкина. Служил во Львовском русском театре Прикарпатского военного округа, с 27 июля 1965 года — в Малом театре. Сыграл более чем в 30 фильмах. Наиболее известен ролью главного инженера завода Хохлова в телесериале «Вечный зов», а также ролями генерала Ватутина в киноэпопее «Освобождение» и А. А. Жданова в киноэпопее «Блокада», исполненными высоким уровнем портретного сходства.
Похоронен на Донском кладбище.

## Награды
- Заслуженный артист Украинской ССР (1956)[1]
- Орден «Знак Почёта» (04.11.1974)[1]
- Народный артист РСФСР (1991)

## Творчество

### Роли в театре

#### Малый театр
- 1975 — «Лес» А. Н. Островского. Режиссёр: Игорь Ильинский — Карп
- 1976 — «Живой труп» Л. Н. Толстого. Режиссёр: Михаил Царёв — Старый цыган[3]
- 1977 — «Любовь Яровая» К. А. Тренёва. Режиссёр: Пётр Фоменко — Депутат от помещиков[4]
- 1986 — «Недоросль» Д. И. Фонвизина. Режиссёр: Виталий Иванов — Простаков[5]

### Роли в кино
- 1967 — Случай в гостинице — Инспектор
- 1968 — Освобождение — генерал Николай Ватутин
- 1968 — По Руси — эпизод
- 1968 — Карантин — Сергей Сергеевич Белан
- 1968 — Барсуки — дворник
- 1969 — К новым берегам — Степан
- 1969 — Встреча
- 1970 — Мир хижинам — война дворцам — Демченко
- 1972 — Светит, да не греет — Дерюгин
- 1972 — Визит вежливости
- 1973 — Вечный зов — Иван Иванович Хохлов
- 1973 — За час до рассвета — Журба
- 1974 — Блокада — Андрей Александрович Жданов
- 1974 — Перед заходом солнца — Эбиш
- 1975 — Достигаев и другие
- 1976 — Дума о Ковпаке — участник совещания подпольщиков (серия «Карпаты, Карпаты…»)
- 1977 — Рудин — управляющий
- 1978 — Лес, в который ты никогда не войдешь
- 1978 — Бешеные деньги — Василий
- 1979 — Пробивной человек — Семёнов
- 1979 — Отец и сын
- 1982 ― Казнить не представляется возможным ― заводчик